# نادي إمبابورا
نادي إمبابورا هو نادي كرة قدم إكوادوري من مدينة إيبارا، تأسس عام 1993 ويلعب حالياً في الدوري الإكوادوري لكرة القدم.